# ウィンターセット (アイオワ州)

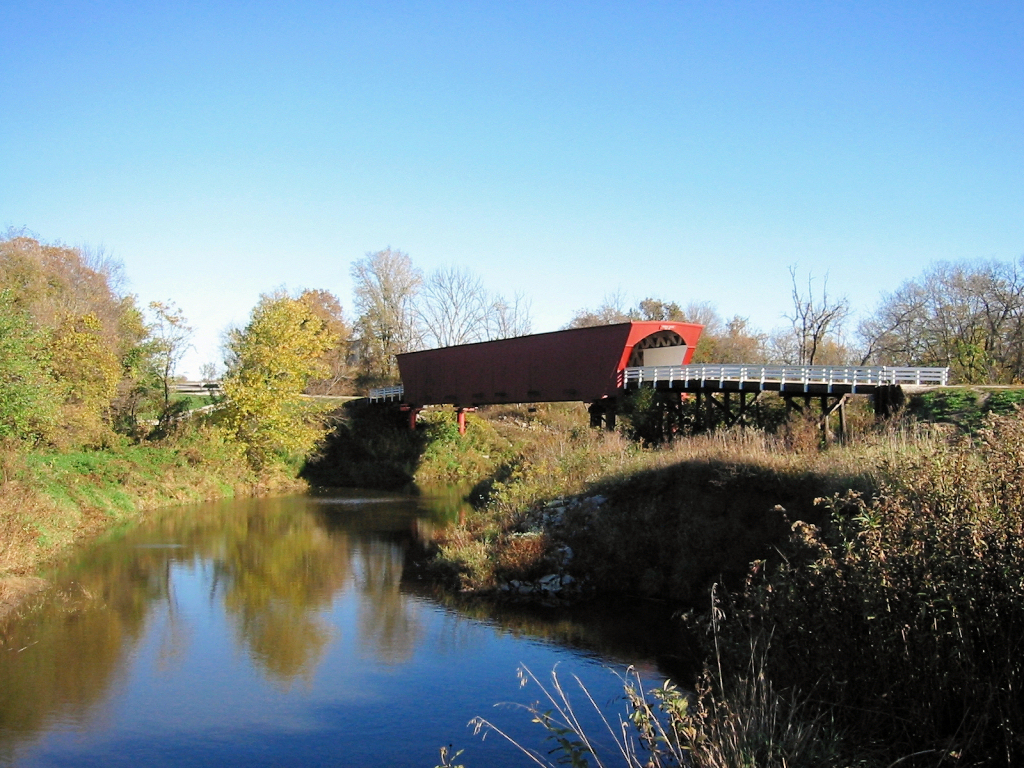
ウィンターセットと言えば小説「マディソン郡の橋」。そのストーリーにおいて重要な位置を占めるこのローズマン・ブリッジは、小説・映画のヒットにより世界的に知名度を上げた。この写真は2001年10月、Lance Larsen撮影。

ウィンターセット（Winterset）は、アメリカ合衆国アイオワ州南部に位置する都市。マディソン郡の郡庁所在地である。州都デモインの南西郊約50kmに位置し、車では45分ほどである。ただし、ウィンターセットには州間高速道路は通っていない。人口は5,190人（2010年国勢調査）。
ウィンターセットは北緯41度20分9秒 西経94度0分50秒 / 北緯41.33583度 西経94.01389度に位置している。市域面積は9.1km²である。市街地は東西・南北とも2km程度の範囲内に収まっており、北西の外郭を国道169号線と州道92号線がバイパスしている。
この地に小さな集落ができたのは1849年のことである。ウィンターセット市当局とマディソン郡歴史協会はこの年をウィンターセット市創設の年としている。1999年の夏には、ウィンターセットは150周年を祝った。
ウィンターセットとその周辺はカバード・ブリッジで知られている。マディソン郡内には6ヶ所のカバード・ブリッジがあり、そのうちの1つ、カットラー・ドナホー・カバード・ブリッジはもともとの場所からウィンターセット市街地の南東部にあるウィンターセット・シティ・パークに移設された。小説「マディソン郡の橋」においては、ローズマン・ブリッジがストーリー中で重要な位置を占めている。同小説はクリント・イーストウッド監督、イーストウッドおよびメリル・ストリープ主演で映画化され、ウィンターセットで撮影が行われた。その撮影には、ウィンターセット・シティ・パークに移設された前述のカバード・ブリッジと同公園内に架かっている石橋が使われた。映画の撮影のためにヒロインのフランチェスカ・ジョンソンの「家」も建てられ、これも観光名所になっている。
そのほかの名所としては、ウィンターセット・シティ・パーク内にある大理石造の塔、クラーク・タワーが挙げられる。この塔は1926年にマディソン郡創設80周年を記念して、郡への最初の入植者である石工、ケイレブ・クラークとその妻ルース・クラントン・クラークにちなんで建てられた。周囲に高い建物が何もないため、周辺を一望できる展望台となっている。
市の中心部、タウン・スクエアの中央にはマディソン郡地方裁判所が建っている。この歴史的建造物は、もともとは1868年に建てられ、その後火災により一部焼失したものの、1876年に建て直された。
また、ウィンターセットは、野球選手フレッド・クラークや俳優ジョン・ウェインを生んだ町としても知られている。

## 註
1. ↑  American FactFinder. U.S. Census Bureau. 2011年2月4日.